# Primera División de Bolivia 2008
La Primera División de Bolivia 2008 fue la 58.ª edición de la Primera División de Bolivia de fútbol. El torneo lo organizó la Liga de Fútbol Profesional Boliviano (LFPB). Se inició con el Torneo Apertura 2008, y finalizó con el Torneo Clausura 2008.

## Equipos participantes
| Posición | Equipo ascendido de la Copa Simón Bolívar 2007 |
| -------- | ---------------------------------------------- |
| 1º       | Guabirá                                        |

| Posición | Equipo descendido de la Temporada 2007 |
| -------- | -------------------------------------- |
| 12º      | Destroyers                             |

El número de equipos para la temporada 2008 sigue siendo 12, el mismo que la temporada anterior.
Destroyers terminó último en la Tabla del Descenso y fue relegado a la Segunda División luego de permanecer por 3 temporadas en Primera División. Fue reemplazado por el campeón de la Copa Simón Bolívar 2007; Guabirá, que retornó a la LFPB después de 4 temporadas.

### Datos de los equipos
| Equipo            | Fundación               | Ciudad     | Estadio                 | Capacidad |
| ----------------- | ----------------------- | ---------- | ----------------------- | --------- |
| Aurora            | 27 de mayo de 1935      | Cochabamba | Félix Capriles          | 32.000    |
| Blooming          | 1 de mayo de 1946       | Santa Cruz | Ramón Tahuichi Aguilera | 35.000    |
| Bolívar           | 12 de abril de 1925     | La Paz     | Hernando Siles          | 42.000    |
| Guabirá           | 14 de abril de 1962     | Montero    | Gilberto Parada         | 18.000    |
| La Paz FC         | 30 de mayo de 1989      | La Paz     | Hernando Siles          | 42.000    |
| Oriente Petrolero | 5 de noviembre de 1955  | Santa Cruz | Ramón Tahuichi Aguilera | 35.000    |
| Real Mamoré       | 1 de enero de 2006      | Trinidad   | Gran Mamoré             | 15.000    |
| Real Potosí       | 1 de abril de 1986      | Potosí     | Víctor Agustín Ugarte   | 30.000    |
| San José          | 19 de marzo de 1942     | Oruro      | Jesús Bermúdez          | 30.000    |
| The Strongest     | 8 de abril de 1908      | La Paz     | Hernando Siles          | 42.000    |
| Universitario     | 5 de abril de 1961      | Sucre      | Olímpico Patria         | 30.000    |
| Wilstermann       | 24 de noviembre de 1949 | Cochabamba | Félix Capriles          | 32.000    |

## Torneo Apertura

### Formato
Se disputó desde febrero hasta julio de 2008, bajo el sistema todos contra todos: los doce clubes compiten en dos vueltas (local y visitante), jugando un total de 22 partidos cada uno. Cada club recibe 3 puntos por partido ganado, 1 punto por partido empatado y 0 puntos por partido perdido. Los clubes son clasificados por puntos, y los criterios de desempate son, en el siguiente orden: diferencia de goles, goles marcados y resultados directos entre equipos empatados. Si dos equipos quedan empatados en puntos en la primera posición, deben jugar un partido de desempate en cancha neutral para definir al Campeón.

### Tabla de posiciones
|                   | Pos. | Equipos           | PJ | PG | PE | PP | GF | GC | Dif. | Pts. |
| ----------------- | ---- | ----------------- | -- | -- | -- | -- | -- | -- | ---- | ---- |
|                   | 1.   | Universitario (C) | 22 | 12 | 7  | 3  | 36 | 17 | 19   | 43   |
| Copa Sudamericana | 2.   | La Paz FC         | 22 | 10 | 7  | 5  | 44 | 30 | 14   | 37   |
|                   | 3.   | San José          | 22 | 11 | 3  | 8  | 46 | 45 | 1    | 36   |
|                   | 4.   | Oriente Petrolero | 22 | 10 | 3  | 9  | 41 | 35 | 6    | 33   |
|                   | 5.   | Blooming          | 22 | 9  | 4  | 9  | 39 | 41 | -2   | 31   |
|                   | 6.   | Bolívar           | 22 | 7  | 9  | 6  | 41 | 26 | 15   | 30   |
|                   | 7.   | Aurora            | 22 | 8  | 6  | 8  | 33 | 41 | -8   | 30   |
|                   | 8.   | The Strongest     | 22 | 8  | 5  | 9  | 41 | 36 | 5    | 29   |
|                   | 9.   | Real Mamoré       | 22 | 9  | 1  | 12 | 27 | 52 | -25  | 28   |
|                   | 10.  | Wilstermann       | 22 | 8  | 3  | 11 | 41 | 46 | -5   | 27   |
|                   | 11.  | Real Potosí       | 22 | 6  | 7  | 9  | 41 | 39 | 2    | 25   |
|                   | 12.  | Guabirá           | 22 | 5  | 3  | 14 | 26 | 48 | -22  | 18   |

|  |                                                                                          |
|  | Campeón del Torneo Apertura y Clasificado para la Copa Libertadores 2009 como Bolivia 1. |
|  | Clasificado para la Copa Sudamericana 2009 como Bolivia 1.                               |

### Fixture
| The Strongest     | 5 - 0 | Real Potosí | Hernando Siles          | 23 de febrero | 15:30 |
| San José          | 2 - 1 | Blooming    | Félix Capriles          | 24 de febrero | 15:00 |
| Universitario     | 0 - 0 | Bolívar     | Olímpico Patria         | 24 de febrero | 15:30 |
| Guabirá           | 6 - 0 | Aurora      | Gilberto Parada         | 24 de febrero | 16:00 |
| Wilstermann       | 6 - 0 | Real Mamoré | Félix Capriles          | 24 de febrero | 17:00 |
| Oriente Petrolero | 1 - 0 | La Paz FC   | Ramón Tahuichi Aguilera | 24 de febrero | 18:30 |

| La Paz FC         | 4 - 1 | Wilstermann | Hernando Siles          | 1 de marzo | 15:30 |
| The Strongest     | 2 - 2 | Bolívar     | Hernando Siles          | 2 de marzo | 15:30 |
| Universitario     | 4 - 0 | Guabirá     | Olímpico Patria         | 2 de marzo | 15:30 |
| Aurora            | 1 - 1 | Blooming    | Félix Capriles          | 2 de marzo | 16:00 |
| Oriente Petrolero | 4 - 0 | San José    | Ramón Tahuichi Aguilera | 2 de marzo | 18:00 |
| Real Mamoré       | 3 - 1 | Real Potosí | Gran Mamoré             | 3 de marzo | 16:00 |

| Bolívar     | 6 - 2 | Real Mamoré       | Hernando Siles          | 8 de marzo | 15:30 |
| San José    | 6 - 2 | Aurora            | Jesús Bermúdez          | 9 de marzo | 15:30 |
| Real Potosí | 1 - 2 | La Paz FC         | Víctor Agustín Ugarte   | 9 de marzo | 15:30 |
| Wilstermann | 1 - 3 | Oriente Petrolero | Félix Capriles          | 9 de marzo | 16:00 |
| Guabirá     | 0 - 1 | The Strongest     | Gilberto Parada         | 9 de marzo | 16:00 |
| Blooming    | 0 - 2 | Universitario     | Ramón Tahuichi Aguilera | 9 de marzo | 18:00 |

| The Strongest     | 2 - 2 | Blooming    | Hernando Siles          | 15 de marzo | 15:30 |
| La Paz FC         | 2 - 2 | Bolívar     | Hernando Siles          | 16 de marzo | 15:30 |
| San José          | 5 - 1 | Wilstermann | Jesús Bermúdez          | 16 de marzo | 15:30 |
| Universitario     | 0 - 0 | Aurora      | Olímpico Patria         | 16 de marzo | 15:30 |
| Real Mamoré       | 2 - 1 | Guabirá     | Gran Mamoré             | 16 de marzo | 16:00 |
| Oriente Petrolero | 0 - 0 | Real Potosí | Ramón Tahuichi Aguilera | 16 de marzo | 18:00 |

| Real Potosí       | 2 - 0 | San José      | Víctor Agustín Ugarte   | 22 de marzo | 15:30 |
| La Paz FC         | 2 - 1 | Blooming      | Hernando Siles          | 22 de marzo | 15:30 |
| The Strongest     | 1 - 3 | Universitario | Hernando Siles          | 23 de marzo | 15:30 |
| Wilstermann       | 1 - 0 | Bolívar       | Félix Capriles          | 23 de marzo | 16:00 |
| Real Mamoré       | 3 - 0 | Aurora        | Gran Mamoré             | 23 de marzo | 16:00 |
| Oriente Petrolero | 3 - 1 | Guabirá       | Ramón Tahuichi Aguilera | 23 de marzo | 18:00 |

| Real Potosí | 4 - 2 | Wilstermann       | Víctor Agustín Ugarte   | 29 de marzo | 15:30 |
| San José    | 2 - 1 | Universitario     | Jesús Bermúdez          | 29 de marzo | 15:30 |
| Bolívar     | 1 - 1 | Oriente Petrolero | Hernando Siles          | 30 de marzo | 15:30 |
| Aurora      | 0 - 1 | The Strongest     | Félix Capriles          | 30 de marzo | 16:00 |
| Guabirá     | 1 - 2 | La Paz FC         | Gilberto Parada         | 30 de marzo | 16:00 |
| Blooming    | 2 - 1 | Real Mamoré       | Ramón Tahuichi Aguilera | 30 de marzo | 18:00 |

| San José      | 4 - 4 | The Strongest     | Jesús Bermúdez          | 5 de abril | 15:30 |
| Bolívar       | 2 - 2 | Real Potosí       | Hernando Siles          | 6 de abril | 15:30 |
| Universitario | 4 - 1 | Real Mamoré       | Olímpico Patria         | 6 de abril | 15:30 |
| Aurora        | 2 - 1 | La Paz FC         | Félix Capriles          | 6 de abril | 16:00 |
| Guabirá       | 2 - 1 | Wilstermann       | Gilberto Parada         | 6 de abril | 16:00 |
| Blooming      | 4 - 3 | Oriente Petrolero | Ramón Tahuichi Aguilera | 6 de abril | 18:15 |

| Real Potosí       | 3 - 2 | Guabirá       | Víctor Agustín Ugarte   | 12 de abril | 15:30 |
| San José          | 4 - 3 | Bolívar       | Jesús Bermúdez          | 13 de abril | 15:30 |
| La Paz FC         | 0 - 3 | Universitario | Hernando Siles          | 13 de abril | 15:30 |
| Wilstermann       | 2 - 2 | Blooming      | Félix Capriles          | 13 de abril | 16:00 |
| Real Mamoré       | 1 - 3 | The Strongest | Gran Mamoré             | 13 de abril | 16:00 |
| Oriente Petrolero | 3 - 0 | Aurora        | Ramón Tahuichi Aguilera | 13 de abril | 18:15 |

| Universitario | 3 - 0 | Oriente Petrolero | Olímpico Patria         | 19 de abril | 15:30 |
| The Strongest | 1 - 0 | La Paz FC         | Hernando Siles          | 20 de abril | 15:30 |
| San José      | 2 - 1 | Real Mamoré       | Jesús Bermúdez          | 20 de abril | 15:30 |
| Aurora        | 1 - 1 | Wilstermann       | Félix Capriles          | 20 de abril | 16:00 |
| Guabirá       | 0 - 2 | Bolívar           | Gilberto Parada         | 20 de abril | 16:00 |
| Blooming      | 4 - 2 | Real Potosí       | Ramón Tahuichi Aguilera | 20 de abril | 18:00 |

| Bolívar           | 3 - 1 | Aurora        | Hernando Siles          | 26 de abril | 15:30 |
| La Paz FC         | 5 - 2 | San José      | Hernando Siles          | 27 de abril | 15:30 |
| Real Potosí       | 1 - 1 | Universitario | Víctor Agustín Ugarte   | 27 de abril | 15:30 |
| Guabirá           | 2 - 0 | Blooming      | Gilberto Parada         | 27 de abril | 16:00 |
| Wilstermann       | 2 - 1 | The Strongest | Félix Capriles          | 27 de abril | 18:00 |
| Oriente Petrolero | 2 - 1 | Real Mamoré   | Ramón Tahuichi Aguilera | 27 de abril | 18:00 |

| La Paz FC         | 5 - 0 | Real Mamoré   | Hernando Siles          | 30 de abril | 18:00 |
| Bolívar           | 0 - 0 | Blooming      | Hernando Siles          | 30 de abril | 20:00 |
| Real Potosí       | 2 - 2 | Aurora        | Víctor Agustín Ugarte   | 1 de mayo   | 15:30 |
| Guabirá           | 2 - 2 | San José      | Gilberto Parada         | 1 de mayo   | 16:00 |
| Universitario     | 2 - 0 | Wilstermann   | Olímpico Patria         | 1 de mayo   | 18:00 |
| Oriente Petrolero | 2 - 0 | The Strongest | Ramón Tahuichi Aguilera | 1 de mayo   | 20:30 |

| La Paz FC   | 4 - 2 | Oriente Petrolero | Hernando Siles          | 4 de mayo | 14:00 |
| Bolívar     | 0 - 1 | Universitario     | Hernando Siles          | 4 de mayo | 16:00 |
| Real Potosí | 2 - 1 | The Strongest     | Víctor Agustín Ugarte   | 4 de mayo | 15:30 |
| Real Mamoré | 2 - 0 | Wilstermann       | Gran Mamoré             | 4 de mayo | 16:00 |
| Aurora      | 3 - 0 | Guabirá           | Félix Capriles          | 5 de mayo | 19:30 |
| Blooming    | 4 - 0 | San José          | Ramón Tahuichi Aguilera | 5 de mayo | 20:30 |

| San José    | 2 - 1 | Oriente Petrolero | Jesús Bermúdez          | 10 de mayo | 15:30 |
| Wilstermann | 2 - 2 | La Paz FC         | Félix Capriles          | 10 de mayo | 18:00 |
| Real Potosí | 8 - 0 | Real Mamoré       | Víctor Agustín Ugarte   | 11 de mayo | 15:30 |
| Bolívar     | 2 - 2 | The Strongest     | Hernando Siles          | 11 de mayo | 15:30 |
| Guabirá     | 1 - 1 | Universitario     | Gilberto Parada         | 11 de mayo | 16:00 |
| Blooming    | 2 - 0 | Aurora            | Ramón Tahuichi Aguilera | 11 de mayo | 18:00 |

| The Strongest     | 3 - 1 | Guabirá     | Hernando Siles          | 17 de mayo | 15:30 |
| La Paz FC         | 1 - 1 | Real Potosí | Hernando Siles          | 18 de mayo | 15:30 |
| Universitario     | 2 - 1 | Blooming    | Olímpico Patria         | 18 de mayo | 15:30 |
| Real Mamoré       | 1 - 0 | Bolívar     | Gran Mamoré             | 18 de mayo | 16:00 |
| Aurora            | 3 - 1 | San José    | Félix Capriles          | 18 de mayo | 16:00 |
| Oriente Petrolero | 3 - 4 | Wilstermann | Ramón Tahuichi Aguilera | 18 de mayo | 18:10 |

| Aurora      | 0 - 0 | Universitario     | Félix Capriles          | 24 de mayo | 19:30 |
| Bolívar     | 2 - 2 | La Paz FC         | Hernando Siles          | 25 de mayo | 11:30 |
| Real Potosí | 2 - 4 | Oriente Petrolero | Víctor Agustín Ugarte   | 25 de mayo | 15:30 |
| Wilstermann | 0 - 2 | San José          | Félix Capriles          | 25 de mayo | 16:00 |
| Guabirá     | 4 - 1 | Real Mamoré       | Gilberto Parada         | 25 de mayo | 16:00 |
| Blooming    | 5 - 4 | The Strongest     | Ramón Tahuichi Aguilera | 25 de mayo | 18:00 |

| Aurora        | 3 - 0 | Real Mamoré       | Félix Capriles          | 31 de mayo | 16:00 |
| Bolívar       | 5 - 1 | Wilstermann       | Hernando Siles          | 1 de junio | 15:30 |
| Universitario | 2 - 1 | The Strongest     | Olímpico Patria         | 1 de junio | 15:30 |
| San José      | 2 - 0 | Real Potosí       | Jesús Bermúdez          | 1 de junio | 15:30 |
| Guabirá       | 2 - 1 | Oriente Petrolero | Gilberto Parada         | 1 de junio | 16:00 |
| Blooming      | 3 - 1 | La Paz FC         | Ramón Tahuichi Aguilera | 1 de junio | 18:00 |

| La Paz FC         | 2 - 2 | Aurora        | Hernando Siles          | 21 de junio | 15:30 |
| The Strongest     | 2 - 3 | San José      | Hernando Siles          | 22 de junio | 15:30 |
| Real Potosí       | 0 - 0 | Bolívar       | Víctor Agustín Ugarte   | 22 de junio | 15:30 |
| Real Mamoré       | 0 - 1 | Universitario | Gran Mamoré             | 22 de junio | 16:00 |
| Wilstermann       | 4 - 0 | Guabirá       | Félix Capriles          | 22 de junio | 16:00 |
| Oriente Petrolero | 2 - 1 | Blooming      | Ramón Tahuichi Aguilera | 22 de junio | 18:10 |

| Universitario | 0 - 2 | La Paz FC         | Olímpico Patria         | 25 de junio | 20:00 |
| The Strongest | 0 - 1 | Real Mamoré       | Hernando Siles          | 25 de junio | 20:00 |
| Blooming      | 2 - 0 | Wilstermann       | Ramón Tahuichi Aguilera | 25 de junio | 20:30 |
| Bolívar       | 3 - 1 | San José          | Hernando Siles          | 26 de junio | 20:00 |
| Guabirá       | 0 - 0 | Real Potosí       | Gilberto Parada         | 26 de junio | 20:00 |
| Aurora        | 4 - 2 | Oriente Petrolero | Félix Capriles          | 26 de junio | 20:00 |

| Bolívar           | 6 - 0 | Guabirá       | Hernando Siles          | 29 de junio | 14:00 |
| La Paz FC         | 1 - 1 | The Strongest | Hernando Siles          | 29 de junio | 16:00 |
| Real Potosí       | 7 - 0 | Blooming      | Víctor Agustín Ugarte   | 29 de junio | 15:30 |
| Wilstermann       | 1 - 2 | Aurora        | Félix Capriles          | 29 de junio | 16:00 |
| Real Mamoré       | 1 - 0 | San José      | Gran Mamoré             | 29 de junio | 16:00 |
| Oriente Petrolero | 1 - 1 | Universitario | Ramón Tahuichi Aguilera | 29 de junio | 18:00 |

| The Strongest     | 4 - 0 | Aurora      | Hernando Siles          | 5 de julio | 16:00 |
| La Paz FC         | 1 - 0 | Guabirá     | Hernando Siles          | 6 de julio | 15:30 |
| Universitario     | 1 - 1 | San José    | Olímpico Patria         | 6 de julio | 15:30 |
| Wilstermann       | 4 - 1 | Real Potosí | Félix Capriles          | 6 de julio | 16:00 |
| Real Mamoré       | 3 - 2 | Blooming    | Gran Mamoré             | 6 de julio | 16:00 |
| Oriente Petrolero | 1 - 0 | Bolívar     | Ramón Tahuichi Aguilera | 6 de julio | 18:00 |

| Aurora        | 3 - 2 | Real Potosí       | Félix Capriles          | 12 de julio | 19:30 |
| San José      | 4 - 2 | Guabirá           | Jesús Bermúdez          | 13 de julio | 15:30 |
| The Strongest | 2 - 1 | Oriente Petrolero | Olímpico Patria         | 13 de julio | 16:00 |
| Real Mamoré   | 1 - 1 | La Paz FC         | Gran Mamoré             | 13 de julio | 16:00 |
| Wilstermann   | 5 - 3 | Universitario     | Félix Capriles          | 13 de julio | 16:00 |
| Blooming      | 0 - 1 | Bolívar           | Ramón Tahuichi Aguilera | 13 de julio | 18:00 |

| Blooming      | 2 - 0 | Guabirá           | Ramón Tahuichi Aguilera | 17 de julio | 20:30 |
| San José      | 1 - 2 | La Paz FC         | Jesús Bermúdez          | 20 de julio | 16:00 |
| Aurora        | 2 - 1 | Bolívar           | Félix Capriles          | 20 de julio | 16:00 |
| The Strongest | 0 - 2 | Wilstermann       | Hernando Siles          | 20 de julio | 16:00 |
| Real Mamoré   | 2 - 1 | Oriente Petrolero | Gran Mamoré             | 20 de julio | 16:00 |
| Universitario | 1 - 0 | Real Potosí       | Olímpico Patria         | 20 de julio | 16:00 |

Universitario de Sucre hace historia al ganar su primer título de la Liga de Fútbol Profesional Boliviano.
La Paz FC aseguró su participación por segunda vez en su historia en un torneo continental.
|                                                  |
| Campeón Universitario de Sucre 1º Título Liguero |

- Máximo Goleador:  Anderson Gonzaga (Blooming) – 17 goles.

## Torneo Clausura

### Formato
Se llevó a cabo entre los meses de agosto y noviembre del 2008 en una fase de grupos, semifinales y finales:

### Primera fase
Los equipos compiten en 2 grupos regionalizados, el grupo A con los 6 equipos del Este y el grupo B con los 6 equipos del Oeste de Bolivia. Dentro de cada grupo se juega todos contra todos, para un total de 10 fechas. Los dos mejores equipos de cada grupo clasifican a las semifinales.

#### Grupo A
| Equipo | Equipo            | Pts | PJ | G | E | P | GF | GC | DIF |
| ------ | ----------------- | --- | -- | - | - | - | -- | -- | --- |
| 1      | Blooming          | 20  | 10 | 6 | 2 | 2 | 18 | 9  | +9  |
| 2      | Aurora            | 19  | 10 | 6 | 1 | 3 | 17 | 10 | +7  |
| 3      | Oriente Petrolero | 16  | 10 | 4 | 4 | 2 | 12 | 8  | +4  |
| 4      | Real Mamoré       | 12  | 10 | 3 | 3 | 4 | 10 | 10 | 0   |
| 5      | Wilstermann       | 12  | 10 | 3 | 3 | 4 | 10 | 11 | -1  |
| 6      | Guabirá           | 4   | 10 | 1 | 1 | 8 | 8  | 27 | -19 |

|  |                              |
|  | Clasificados a la Semifinal. |
|  | Eliminados.                  |

Pts=Puntos; PJ=Partidos jugados; G=Partidos ganados; E=Partidos empatados; P=Partidos perdidos; GF=Goles a favor; GC=Goles en contra
 Resultados del Grupo A 
| Aurora            | 1 - 0 | Guabirá     | Félix Capriles          | 3 de agosto | 16:00 |
| Oriente Petrolero | 2 - 0 | Wilstermann | Ramón Tahuichi Aguilera | 3 de agosto | 16:00 |
| Real Mamoré       | 0 - 1 | Blooming    | Gran Mamoré             | 3 de agosto | 16:00 |

| Blooming    | 2 - 1 | Aurora            | Ramón Tahuichi Aguilera | 8 de agosto  | 20:30 |
| Guabirá     | 1 - 1 | Oriente Petrolero | Gilberto Parada         | 8 de agosto  | 20:00 |
| Wilstermann | 1 - 0 | Real Mamoré       | Félix Capriles          | 11 de agosto | 20:00 |

| Real Mamoré       | 2 - 1 | Aurora   | Gran Mamoré             | 17 de agosto | 16:00 |
| Oriente Petrolero | 2 - 0 | Blooming | Ramón Tahuichi Aguilera | 17 de agosto | 18:00 |
| Wilstermann       | 3 - 0 | Guabirá  | Félix Capriles          | 17 de agosto | 16:00 |

| Aurora   | 3 - 1 | Oriente Petrolero | Félix Capriles          | 23 de agosto | 16:00 |
| Guabirá  | 1 - 3 | Real Mamoré       | Gilberto Parada         | 24 de agosto | 16:00 |
| Blooming | 2 - 0 | Wilstermann       | Ramón Tahuichi Aguilera | 24 de agosto | 18:00 |

| Guabirá           | 1 - 5 | Blooming    | Gilberto Parada         | 31 de agosto | 16:00 |
| Oriente Petrolero | 1 - 1 | Real Mamoré | Ramón Tahuichi Aguilera | 31 de agosto | 18:00 |
| Wilstermann       | 1 - 1 | Aurora      | Félix Capriles          | 31 de agosto | 17:00 |

| Blooming    | 3 - 0 | Guabirá           | Ramón Tahuichi Aguilera | 14 de septiembre | 18:00 |
| Aurora      | 1 - 0 | Wilstermann       | Félix Capriles          | 15 de septiembre | 16:00 |
| Real Mamoré | 0 - 0 | Oriente Petrolero | Gran Mamoré             | 16 de septiembre | 20:00 |

| Aurora   | 2 - 1 | Real Mamoré       | Félix Capriles          | 21 de septiembre | 16:00 |
| Guabirá  | 2 - 3 | Wilstermann       | Gilberto Parada         | 21 de septiembre | 16:00 |
| Blooming | 2 - 0 | Oriente Petrolero | Ramón Tahuichi Aguilera | 21 de septiembre | 18:00 |

| Wilstermann       | 1 - 1 | Blooming | Félix Capriles          | 24 de septiembre | 20:00 |
| Real Mamoré       | 0 - 1 | Guabirá  | Gran Mamoré             | 25 de septiembre | 20:00 |
| Oriente Petrolero | 1 - 0 | Aurora   | Ramón Tahuichi Aguilera | 25 de septiembre | 20:30 |

| Real Mamoré       | 1 - 0 | Wilstermann | Gran Mamoré             | 28 de septiembre | 16:00 |
| Aurora            | 2 - 0 | Blooming    | Félix Capriles          | 28 de septiembre | 16:00 |
| Oriente Petrolero | 3 - 0 | Guabirá     | Ramón Tahuichi Aguilera | 28 de septiembre | 18:00 |

| Blooming    | 2 - 2 | Real Mamoré       | Ramón Tahuichi Aguilera | 2 de octubre | 20:00 |
| Guabirá     | 2 - 5 | Aurora            | Gilberto Parada         | 2 de octubre | 20:00 |
| Wilstermann | 1 - 1 | Oriente Petrolero | Félix Capriles          | 2 de octubre | 20:00 |

#### Grupo B
| Equipo | Equipo        | Pts | PJ | G | E | P | GF | GC | DIF |
| ------ | ------------- | --- | -- | - | - | - | -- | -- | --- |
| 1      | Real Potosí   | 16  | 10 | 5 | 1 | 4 | 14 | 9  | +5  |
| 2      | La Paz FC     | 16  | 10 | 4 | 4 | 2 | 13 | 12 | +1  |
| 3      | Bolívar       | 15  | 10 | 4 | 3 | 3 | 18 | 18 | 0   |
| 4      | Universitario | 13  | 10 | 3 | 4 | 3 | 11 | 13 | -2  |
| 5      | The Strongest | 11  | 10 | 2 | 5 | 3 | 16 | 21 | -5  |
| 6      | San José      | 9   | 10 | 2 | 3 | 5 | 15 | 14 | +1  |

|  |                              |
|  | Clasificados a la Semifinal. |
|  | Eliminados.                  |

Pts=Puntos; PJ=Partidos jugados; G=Partidos ganados; E=Partidos empatados; P=Partidos perdidos; GF=Goles a favor; GC=Goles en contra
 Resultados del Grupo B 
| La Paz FC   | 3 - 2 | Universitario | Hernando Siles        | 3 de agosto | 14:00 |
| Bolívar     | 3 - 2 | San José      | Hernando Siles        | 3 de agosto | 16:00 |
| Real Potosí | 2 - 0 | The Strongest | Victor Agustín Ugarte | 3 de agosto | 15:30 |

| The Strongest | 1 - 0 | La Paz FC   | Hernando Siles  | 8 de agosto  | 20:00 |
| Universitario | 1 - 1 | Bolívar     | Olímpico Patria | 8 de agosto  | 20:00 |
| San José      | 1 - 2 | Real Potosí | Hernando Siles  | 11 de agosto | 20:00 |

| Bolívar       | 0 - 1 | Real Potosí   | Hernando Siles  | 17 de agosto | 14:00 |
| La Paz FC     | 1 - 1 | San José      | Hernando Siles  | 17 de agosto | 16:00 |
| Universitario | 0 - 0 | The Strongest | Olímpico Patria | 17 de agosto | 16:00 |

| Real Potosí   | 0 - 1 | La Paz FC     | Victor Agustín Ugarte | 24 de agosto | 15:30 |
| San José      | 0 - 1 | Universitario | Félix Capriles        | 24 de agosto | 15:30 |
| The Strongest | 2 - 4 | Bolívar       | Hernando Siles        | 24 de agosto | 15:30 |

| La Paz FC     | 0 - 0 | Bolívar     | Hernando Siles  | 30 de agosto | 15:30 |
| Universitario | 1 - 0 | Real Potosí | Olímpico Patria | 31 de agosto | 15:30 |
| The Strongest | 2 - 1 | San José    | Hernando Siles  | 31 de agosto | 15:30 |

| San José    | 1 - 1 | The Strongest | Félix Capriles        | 13 de septiembre | 16:00 |
| Bolívar     | 1 - 3 | La Paz FC     | Hernando Siles        | 14 de septiembre | 15:30 |
| Real Potosí | 2 - 0 | Universitario | Victor Agustín Ugarte | 14 de septiembre | 15:30 |

| La Paz FC     | 2 - 1 | Real Potosí   | Hernando Siles  | 21 de septiembre | 14:00 |
| Bolívar       | 3 - 3 | The Strongest | Hernando Siles  | 21 de septiembre | 16:00 |
| Universitario | 2 - 1 | San José      | Olímpico Patria | 21 de septiembre | 15:30 |

| The Strongest | 3 - 3 | Universitario | Hernando Siles        | 24 de septiembre | 20:00 |
| Real Potosí   | 1 - 2 | Bolívar       | Victor Agustín Ugarte | 24 de septiembre | 20:00 |
| San José      | 3 - 0 | La Paz FC     | Félix Capriles        | 25 de septiembre | 16:00 |

| Bolívar     | 3 - 1 | Universitario | Hernando Siles        | 27 de septiembre | 15:30 |
| La Paz FC   | 3 - 3 | The Strongest | Hernando Siles        | 28 de septiembre | 15:30 |
| Real Potosí | 1 - 1 | San José      | Victor Agustín Ugarte | 28 de septiembre | 15:30 |

| San José      | 4 - 1 | Bolívar     | Félix Capriles  | 1 de octubre | 20:00 |
| The Strongest | 1 - 4 | Real Potosí | Hernando Siles  | 1 de octubre | 20:00 |
| Universitario | 0 - 0 | La Paz FC   | Olímpico Patria | 1 de octubre | 20:00 |

### Fase Final
|  | Semifinales          | Semifinales          | Semifinales          |   |              | Final               | Final               | Final               | Final               |  |
|  | Del 19-oct al 23-oct | Del 19-oct al 23-oct | Del 19-oct al 23-oct |   |              | Del 26-oct al 3-nov | Del 26-oct al 3-nov | Del 26-oct al 3-nov | Del 26-oct al 3-nov |  |
|  |                      |                      |                      |   |              |                     |                     |                     |                     |  |
|  |                      |                      |                      |   |              |                     |                     |                     |                     |  |
|  | La Paz FC (L)        | 2                    | 0                    |   |              |                     |                     |                     |                     |  |
|  | La Paz FC (L)        | 2                    | 0                    |   |              |                     |                     |                     |                     |  |
|  | Blooming             | 1                    | 5                    |   |              |                     |                     |                     |                     |  |
|  | Blooming             | 1                    | 5                    |   | Blooming (L) | 2                   | 0                   | 2 [3]               |                     |  |
|  |                      |                      |                      |   | Blooming (L) | 2                   | 0                   | 2 [3]               |                     |  |
|  |                      |                      | Aurora               | 0 | 3            | 2 [4]               |                     |                     |                     |  |
|  | Real Potosí (L)      | 1                    | Aurora               | 0 | 3            | 2 [4]               | 0                   |                     |                     |  |
|  | Real Potosí (L)      | 1                    |                      |   |              |                     | 0                   |                     |                     |  |
|  | Aurora               | 1                    | 2                    |   |              |                     |                     |                     |                     |  |
|  | Aurora               | 1                    | 2                    |   |              |                     |                     |                     |                     |  |
|  |                      |                      |                      |   |              |                     |                     |                     |                     |  |

(L): En cada llave, el equipo ubicado en la primera línea es el que ejerce la localía en el partido de ida.
[ ]: Resultado en definición a penales.

#### Semifinales
Se juegan dos partidos de ida y vuelta entre el 1.er. y el 2.º lugar de cada grupo en la primera fase. Los ganadores avanzan a la final y los criterios para determinar a estos son: resultado agregado, goles de visita y definición por penales, en ese orden.
| La Paz FC (L) | 2 | 0 | 2 |
| Blooming      | 1 | 5 | 6 |

(L): Local en el partido de ida
|  | Finalista |

 Detalle los Partidos de Ida y Vuelta de la Semifinal 1:
| 19 de octubre de 2008, 16:30 Hrs                      | La Paz FC                                         | 2:1 (1:0) | Blooming          | Estadio Hernando Siles, La Paz                            |                                                           |
|                                                       | Regis de Souza 24' · Carlos Javier López a.g. 70' |           | Joselito Vaca 63' | Asistencia: 2.829 espectadores Árbitro(s): Marcelo Ortubé | Asistencia: 2.829 espectadores Árbitro(s): Marcelo Ortubé |
| Semifinal 1 del Torneo Clausura 2008 - Partido de ida |                                                   |           |                   |                                                           |                                                           |

| 23 de octubre de 2008, 20:30 Hrs                         | Blooming                                                                                                  | 5:0 (2:0) | La Paz FC | Estadio Ramon Tahuichi Aguilera, Santa Cruz             |                                                         |
|                                                          | Hernán Boyero 21' · Carlos Saucedo 34' · Luis Carlos Vieira 71' · Carlos Sabja 79' · Gualberto Mojica 81' |           |           | Asistencia: 13.366 espectadores Árbitro(s): Ivan Gamboa | Asistencia: 13.366 espectadores Árbitro(s): Ivan Gamboa |
| Semifinal 1 del Torneo Clausura 2008 - Partido de Vuelta | |           |           |                                                         |                                                         |

| Real Potosí (L) | 1 | 0 | 1 |
| Aurora          | 1 | 2 | 3 |

(L): Local en el partido de ida
|  | Finalista |

 Detalle los Partidos de Ida y Vuelta de la Semifinal 2:
| 19 de octubre de 2008, 14:30 Hrs                      | Real Potosí        | 1:1 (1:0) | Aurora                 | Víctor Agustín Ugarte, Potosí                                 |                                                               |
|                                                       | Gonzalo Galindo 5' |           | Vladimir Castellón 57' | Asistencia: 10.100 espectadores Árbitro(s): Joaquín Antequera | Asistencia: 10.100 espectadores Árbitro(s): Joaquín Antequera |
| Semifinal 2 del Torneo Clausura 2008 - Partido de ida |                    |           |                        |                                                               |                                                               |

| 22 de octubre de 2008, 20:00 Hrs                         | Aurora                                         | 2:0 (1:0) | Real Potosí | Félix Capriles, Cochabamba                                 |                                                            |
|                                                          | Germán Leonforte 10' · Federico Bongioanni 41' |           |             | Asistencia: 23.433 espectadores Árbitro(s): Marcelo Ortubé | Asistencia: 23.433 espectadores Árbitro(s): Marcelo Ortubé |
| Semifinal 2 del Torneo Clausura 2008 - Partido de Vuelta |                                                |           |             |                                                            |                                                            |

#### Finales
Se juegan dos partidos de ida y vuelta, la diferencia de goles no cuenta. En caso de empate en puntos en ambos partidos, se juega un partido de desempate en cancha neutral. En caso de empate en tiempo reglamentario en este tercer partido, se define por penales. El ganador clasificó a la Copa Libertadores 2009 como Bolivia 2, mientras el subcampeón clasificó a la Copa Sudamericana 2009 como Bolivia 2.
| Blooming (L) | 2 | 0 | 3 | 2 [3] |
| Aurora       | 0 | 3 | 3 | 2 [4] |

(L) Local en el partido de ida; (*) Partido de Desempate en Sucre
[ ] Resultado en definición a penales
|  | Campeón del Torneo Clausura 2008 |

 Detalle los Partidos de Ida, Vuelta y Desempate de la Final:
| 26 de octubre de 2008, 18:00 Hrs                | Blooming                                        | 2:0 (1:0) | Aurora | Ramón Tahuichi Aguilera, Santa Cruz                        |                                                            |
|                                                 | Alejandro Schiapparelli 34' · Hernán Boyero 74' |           |        | Asistencia: 23.455 espectadores Árbitro(s): Marcelo Ortubé | Asistencia: 23.455 espectadores Árbitro(s): Marcelo Ortubé |
| Final del Torneo Clausura 2008 - Partido de ida |                                                 |           |        |                                                            |                                                            |

| 29 de octubre de 2008, 20:00 Hrs                   | Aurora                                                   | 3:0 (0:0) | Blooming | Félix Capriles, Cochabamba                              |                                                         |
|                                                    | Federico Bongioanni 64' (Penal) · Ivan Huayhuata 79' 92' |           |          | Asistencia: 26.975 espectadores Árbitro(s): Jose Jordan | Asistencia: 26.975 espectadores Árbitro(s): Jose Jordan |
| Final del Torneo Clausura 2008 - Partido de Vuelta |                                                          |           |          |                                                         |                                                         |

| 3 de noviembre de 2008, 17:00 Hrs                     | Aurora                                                                                          | 2:2 (1:2) (4:3 p.)         | Blooming                                                                            | Olímpico Patria, Sucre                                                  |                                                                         |
|                                                       | Aquilino Villalba 9' 50'                                                                        |                            | Gualberto Mojica 15' · Hernán Boyero 20'                                            | Asistencia: 10.969 espectadores espectadores Árbitro(s): Marcelo Ortubé | Asistencia: 10.969 espectadores espectadores Árbitro(s): Marcelo Ortubé |
|                                                       |                                                                                                 | Tiros desde el punto penal |                                                                                     |                                                                         |                                                                         |
|                                                       | Federico Bongioanni · Aldo Gutiérrez · Silvio Dulcich · Julio César Hurtado · Aquilino Villalba |                            | Joselito Vaca · Luis Carlos Vieira · Hermán Soliz · Rosauro Rivero · Carlos Saucedo |                                                                         |                                                                         |
| Final del Torneo Clausura 2008 – Partido de Desempate |                                                                                                 |                            |                                                                                     |                                                                         |                                                                         |

Aurora gana así su segundo título de Primera División y el primero en la era de LFPB.
|                                                                |
| Campeón Aurora 1º Título Liguero 2º Título de Primera División |

- Máximo Goleador:  Luis Hernán Sillero (Real Potosí) – 17 goles.

## Play-offs
Se juega de noviembre a diciembre, y aunque la voz inglesa playoff se traduce como eliminación directa, en este caso se jugará también un repechaje entre los mejores perdedores. En todas las fases (incluyendo el ordenamiento de los perdedores para el repechaje) el ganador se define por puntos, diferencia de goles, goles marcados, goles de visitante y penales, en ese orden.

### Primera fase
Todas las parejas de clásicos rivales juegan dos partidos (ida y vuelta). Los ganadores clasifican a cuartos de final, mientras que los 4 mejores perdedores juegan el Repechaje.
| Llave | Local Ida   | Agr. | Local Vuelta      | Ida | Vuelta |
| ----- | ----------- | ---- | ----------------- | --- | ------ |
| 1     | Blooming    | 5–4  | Oriente Petrolero | 3–3 | 2–1    |
| 2     | Bolívar     | 2–1  | The Strongest     | 0–0 | 2–1    |
| 3     | Real Mamoré | 3–0  | Guabirá           | 3–0 | 0–0    |
| 4     | Real Potosí | 6–4  | Universitario     | 4–2 | 2–2    |
| 5     | Wilstermann | 3–2  | Aurora            | 0–1 | 3–1    |
| 6     | La Paz FC   | 4–3  | San José          | 1–2 | 3–1    |

En negrilla: Clasificados a cuartos de final / En cursiva: Clasificados al Repechaje

### Repechaje
Se forman 2 llaves de equipos con los 4 mejores perdedores de la primera fase. Los ganadores clasifican a cuartos de final.
| Llave | Local Ida | Agr. | Local Vuelta      | Ida | Vuelta |
| ----- | --------- | ---- | ----------------- | --- | ------ |
| 7     | San José  | 3–1  | The Strongest     | 3–0 | 0–1    |
| 8     | Aurora    | 0–6  | Oriente Petrolero | 0–5 | 0–1    |

En negrilla: Clasificados a cuartos de final

### Cuartos de final, semifinal y final
En la última etapa, se enfrentarán los 8 equipos clasificados a cuartos de final, y a través de la eliminación directa pasarán a la semifinal, posteriormente a la final los últimos dos equipos. El ganador de la final jugará la Copa Libertadores 2009 bajo la denominación Bolivia 3. Si ya estuviera clasificado a la Copa Libertadores 2009 también clasificará a la Copa Sudamericana 2009, reordenándose el resto de los premios según el Reglamento General de Campeonato.
|  | Cuartos de final  | Cuartos de final  | Cuartos de final  |       |               | Semifinales       | Semifinales       | Semifinales       |  |  | Final             | Final             | Final             |
|  | Noviembre de 2008 | Noviembre de 2008 | Noviembre de 2008 |       |               | Diciembre de 2008 | Diciembre de 2008 | Diciembre de 2008 |  |  | Diciembre de 2008 | Diciembre de 2008 | Diciembre de 2008 |
|  |                   |                   |                   |       |               |                   |                   |                   |  |  |                   |                   |                   |
|  | Blooming          | 2                 | 1 (3)             |       |               |                   |                   |                   |  |  |                   |                   |                   |
|  | La Paz FC (p)     | 1                 | 2 (4)             |       |               |                   |                   |                   |  |  |                   |                   |                   |
|  | La Paz FC (p)     | 1                 | 2 (4)             |       | La Paz FC (v) | 1                 | 3                 |                   |  |  |                   |                   |                   |
|  |                   |                   |                   |       | La Paz FC (v) | 1                 | 3                 |                   |  |  |                   |                   |                   |
|  |                   | San José          | 1                 | 3     |               |                   |                   |                   |  |  |                   |                   |                   |
|  | San José          | San José          | 1                 | 3     | 4             | 0                 |                   |                   |  |  |                   |                   |                   |
|  | San José          |                   |                   |       | 4             | 0                 |                   |                   |  |  |                   |                   |                   |
|  | Oriente Petrolero | 2                 | 0                 |       |               |                   |                   |                   |  |  |                   |                   |                   |
|  |                   |                   |                   |       |               |                   |                   |                   |  |  | La Paz FC         | 0                 | 0                 |
|  |                   |                   | Real Potosí       | 1     | 1             |                   |                   |                   |  |  |                   |                   |                   |
|  | Bolívar (p)       | 1                 | 0 (5)             |       |               |                   |                   |                   |  |  |                   |                   |                   |
|  | Wilstermann       | 0                 | 1 (4)             |       |               |                   |                   |                   |  |  |                   |                   |                   |
|  | Wilstermann       | 0                 | 1 (4)             |       | Bolívar       | 2                 | 0 (4)             |                   |  |  |                   |                   |                   |
|  |                   |                   |                   |       | Bolívar       | 2                 | 0 (4)             |                   |  |  |                   |                   |                   |
|  |                   | Real Potosí (p)   | 0                 | 2 (5) |               |                   |                   |                   |  |  |                   |                   |                   |
|  | Real Mamoré       | Real Potosí (p)   | 0                 | 2 (5) | 1             | 1                 |                   |                   |  |  |                   |                   |                   |
|  | Real Mamoré       |                   |                   |       | 1             | 1                 |                   |                   |  |  |                   |                   |                   |
|  | Real Potosí       | 2                 | 1                 |       |               |                   |                   |                   |  |  |                   |                   |                   |

|                                  |
| Real Potosí Ganador del Play Off |

## Clasificación a torneos Conmebol

### Copa Libertadores 2009
| Cupo      | Equipo               | Fase           | Método de clasificación   |
| --------- | -------------------- | -------------- | ------------------------- |
| Bolivia 1 | Universitario (USFX) | Fase de grupos | Campeón del Apertura 2008 |
| Bolivia 2 | Aurora               | Fase de grupos | Campeón del Clausura 2008 |
| Bolivia 3 | Real Potosí          | Primera fase   | Ganador Playoffs 2008     |

### Copa Sudamericana 2009
| Cupo      | Equipo       | Fase         | Método de clasificación      |
| --------- | ------------ | ------------ | ---------------------------- |
| Bolivia 1 | La Paz F. C. | Primera fase | Subcampeón del Apertura 2008 |
| Bolivia 2 | Blooming     | Primera fase | Subcampeón del Clausura 2008 |

## Descensos y Ascensos
Para establecer el descenso directo e indirecto a final de la Temporada 2008, se aplicó el punto promedio a los torneos de las Temporadas 2007 y 2008.

| Pos. | Equipo            | 2007 | 2008 | Total | PJ | Prom.  |
| ---- | ----------------- | ---- | ---- | ----- | -- | ------ |
| 1.   | La Paz FC         | 58   | 54   | 112   | 66 | 1.6969 |
| 2.   | Blooming          | 52   | 51   | 103   | 66 | 1.5606 |
| 3.   | Bolívar           | 51   | 46   | 97    | 66 | 1.4696 |
| 4.   | Oriente Petrolero | 46   | 50   | 96    | 66 | 1.4545 |
| 5.   | Real Potosí       | 55   | 41   | 96    | 66 | 1.4545 |
| 6.   | Universitario     | 40   | 56   | 96    | 66 | 1.4545 |
| 7.   | The Strongest     | 52   | 41   | 93    | 66 | 1.4090 |
| 8.   | Wilstermann       | 53   | 39   | 92    | 66 | 1.3939 |
| 9.   | Aurora            | 42   | 47   | 89    | 66 | 1.3484 |
| 10.  | San José          | 44   | 45   | 89    | 66 | 1.3484 |
| 11.  | Real Mamoré       | 41   | 40   | 81    | 66 | 1.2272 |
| 12.  | Guabirá           | –    | 22   | 22    | 32 | 0.6875 |

|  |                                                                                                   |
|  | Disputó el descenso indirecto contra el 2º de la Copa Simón Bolívar (Bolivia) que fue 1º de Mayo. |
|  | Descendió a la Segunda División.                                                                  |

### Partidos de Ascenso - Descenso Indirecto
| Club        | Ida | Vuelta |
| ----------- | --- | ------ |
| Real Mamoré | 2   | 2      |
| 1.º de Mayo | 1   | 1      |

|  | Real Mamoré: Permanece en 1ª División. |